# 小行星3575
小行星3575（3575 Anyuta）是一颗绕太阳运转的小行星，为主小行星带小行星。该小行星于1984年2月26日发现。

## 轨道参数
小行星3575的轨道半长轴为2.7486383 UA，离心率为0.124。